# Melinaea incisa
Melinaea incisa är en fjärilsart som beskrevs av William James Kaye 1925. Melinaea incisa ingår i släktet Melinaea och familjen praktfjärilar. Inga underarter finns listade i Catalogue of Life.